# Хартман II фон Грюнинген
Хартман II фон Грюнинген (на немски: Hartmann II von Grüningen; * пр. 1225; † ок. 1273/1275) от страничната линия линията Грюнинген-Ландау на графовете на Вюртемберг, е граф на Грюнинген.

## Биография
Той е син на граф Хартман I фон Грюнинген († 1280) и първата му съпруга фон Езелсберг († 1252), дъщеря на Белрайн фон Езелсберг. Внук е на граф Конрад фон Вюртемберг-Грюнинген († [1228/1239] и правнук на граф Хартман I фон Вюртемберг (1160 – 1240). Баща му се жени през 1252 г. втори път за Хедвиг фон Феринген († 1315).
Баща му Хартман I отказва на новия крал Рудолф фон Хабсбург (упр. 1273 – 1291) да върне дарението си Грюнинген на империята, което води до дългогодишни военни конфликти и до пленяването му на 6 април 1280 г. Той умира след половин година затвор. Рудолф фон Хабсбург взема графската титла от синовете му. Те започват да се наричат фон Грюнинген-Ландау и по-късно само фон Ландау на замък Ландау на Дунав.
Хартман II фон Грюнинген, заедно с Улрих I фон Вюртемберг, е на служба на папата и на геген-кралете, за да се вземе на Хоенщауфените херцогската титла и кралските собствености в Швабия.

## Фамилия
Хартман II фон Грюнинген се жени за фон Еберщайн. Той има децата:
- Хартман III фон Грюнинген († сл. 1284)
- Конрад III граф фон Ландау († 1292)
- Лудвиг фон Грюнинген († сл.1293)
- Аделхайд фон Грюнинген († сл. 1293), омъжена пр. 15 юли 1293 г. за Бертхолд фон Мюлхаузен († сл. 1293)
- Еберхард I фон Грюнинген-Ландау († 1322), от 1275 „граф фон Ландау“, женен за Рихенца фон Калв-Льовенщайн